# Cochon créole
 (mai 2024).
Le cochon créole est une race locale de porc indigène d'Hispaniola
Les porcs créoles sont bien adaptés aux conditions locales, telles que la nourriture disponible et les conditions nécessaires à leur gestion comme bétail, et étaient populaires auprès des paysans haïtiens jusqu'à une campagne d'extermination dans les années 1980. Ils servaient de sorte de compte d'épargne pour le paysan haïtien : vendus ou abattus pour payer les mariages, les urgences médicales, la scolarité, les semences pour les cultures ou les cérémonies vaudou. Ces cochons noirs foncés sont connus pour leur nature turbulente et ont été incorporés dans des éléments du folklore vaudou et de l'histoire orale de la révolution haïtienne.
À la fin des années 1970, une épidémie de peste porcine africaine (PPA) a frappé la République dominicaine voisine et s'est propagée à Haïti. Les autorités craignaient que le virus ne se propage aux États-Unis, au Canada et au Mexique, où il pourrait dévaster l'industrie porcine. L'Agence des États-Unis pour le développement international, l'USAID et le gouvernement haïtien ont mené une campagne, connue sous l'acronyme PEPPADEP (Programme pour l'éradication de la peste porcine africaine et pour le développement de l'élevage porcin), pour exterminer les porcs d'Haïti. Avant l’arrivée de la PPA en Haïti, la population des cochons créoles était estimée entre un million cinq cent mille et deux millions. Quand le virus est arrivé dans le pays, plus de 500 000 porcs ont succombé à la maladie. Le reste a été abattu.
La destruction de ce grand nombre de porcs n’est pas restée sans effet. Selon Michel Chancy: « Beaucoup d’Haïtiens avaient placé leurs avoirs dans l’élevage de porcs. Les cochons créoles étaient le carnet d’épargne de plus de 80% des paysans. Les abattre a été une grande catastrophe pour ceux qui en possédaient. D’ailleurs, cela a déclenché une crise qui allait déboucher sur la chute des Duvalier en 1986 ». Les agriculteurs qui ont été indemnisés ont reçu des porcs importés des États-Unis qui étaient beaucoup plus vulnérables à l'environnement d'Haïti et coûteux à élever. Au cours de l'année qui a suivi le massacre, les niveaux de scolarisation étaient considérablement plus bas dans l'ensemble des campagnes haïtiennes.
Dans la communauté paysanne haïtienne, le programme gouvernemental d'éradication et de repeuplement a été fortement critiqué. Les paysans ont protesté contre le fait qu'ils n'étaient pas équitablement dédommagés pour leurs porcs et que la race de porcs importée des États-Unis pour remplacer les robustes porcs créoles était inadaptée à l'environnement et à l'économie haïtienne.
Ces dernières années, des agronomes haïtiens et français ont élevé une nouvelle variété de porc similaire au porc créole d'Haïti. Un effort pour repeupler Haïti avec ces porcs est en cours. Environ 1% des cochons créoles originaux auraient aussi survécu en petit nombre dans la campagne haïtienne.

## Sources
1. ↑  « "The Haitian Pig Slaughter" by Gerald Murray, Ph.D. », islandluminous.fiu.edu (consulté le 19 janvier 2019)
2. 1 2 3  « 40 ans après, la maladie qui a causé l’abattage des cochons créoles refait surface en Haïti »
3. ↑  (en) « This little (Creole) piggy once stood for Haitian pride | The Star », thestar.com, 23 janvier 2010 (consulté le 19 janvier 2019)